# Tunel Joberg
Tunel Joberg (norsky: Jobergtunnelen) je silniční tunel na dálnicí Rv 13 pod vrcholem Joberget v obci Gravin v oblasti Vestland v Norsku. Tunel, který je 2 040 m dlouhý, prochází kolem jezera Granvinsvatnet mezi obcemi Øvre Vassenden a Holven. Stavbu provedla firma Metrostav, a. s. ve spolupráci s norskou firmou Bertelsen & Garpestad.

## Výstavba
Tunel byl ražen ve skalním masívu hory Joberget pro zvýšení bezpečnosti silničního provozu dálnice Rv 13, která byla v daném úseku ohrožována častým padáním kamenů ze zvětralého skalního masívu a padáním sněhových lavin v zimních měsících.
Výstavba tunelu byla rozdělena na dvě části v závislosti na geologických podmínkách. Ve skalním masívu se vyskytovaly křemence, křemencové ruly, břidlice a granitické ruly. U východního portálu byla oblast ledovcové morény o mocnosti 12 až 20 metrů, která byla tvořena štěrky s výskytem jílů a hlíny a s výskytem kamenů (v průměru do 30 cm) a balvanů (v průměru až 2,5 m).
Nejdelší část byla ražena ve skalnatém masívu v délce 1950 m za pomocí metody Drill&Blast. Druhá část byla ražena pomocí metody NRTM v délce 90 m u východního portálu v morénových sedimentech, po jejich překonání se pokračovalo v ražbě přibližně 300 m ve skalnatém masívu metodou Drill & Blast.
Ražba tunelu byla zahájená v říjnu 2015 u západního portálu, ražba u východního portálu byla zahájena v únoru 2016. Prorážka byla provedena 30. července 2016.
Náklady na výstavby činily 580 miliónů norských korun.